# Milada Ślizińska
Milada Ślizińska (ur. 1950 w Warszawie) – polska historyczka sztuki i kuratorka; wykładowczyni akademicka.

## Życiorys
Milada Ślizińska jest z absolwentką Instytutu Historii Sztuki na Uniwersytecie Warszawskim, gdzie studiowała w latach 1969–1975, na tej uczelni studiowała wcześniej również anglistykę.  
W latach 1973–1987 pracowała w Galerii Foksal. Również w latach 80. przez dwa lata pracowała w Instytucie Wzornictwa Przemysłowego. Późnej w latach 1990–2011 była głównym kuratorem programu Wystaw Międzynarodowych w Centrum Sztuki Współczesnej Zamek Ujazdowski w Warszawie. W 1994 zasiadała w jury Nagrody Turnera. 
Kuratorka wielu wystaw zbiorowych i indywidualnych, takich artystów jak: Nan Goldin, Kara Walker, Pipilotti Rist, Cindy Sherman, Isaac Julien, Barbara Kruger, Krzysztof Wodiczko, Nedko Solakov, Dawid Hammons, Mary Kelly, Leon Tarasewicz, Magdalena Abakanowicz, Marina Abramović, Tony Oursler, James Turrell, Antony Gormley, Angelika Markul, Lawrence Weiner, Roni Horn, Rosemarie Trockel, Christian Boltanski, Jenny Holzer, Joseph Kosuth / Ilya Kabakov, Wojciech Fangor czy Gerhard Richter.   
Nominowana do Kobiety Roku 2008 przez Magdalenę Abakanowicz.   
W 2014 roku była kuratorką monograficznej wystawy pt. Teresa Żarnowerówna (1897–1949). Artystka końca utopii, która odbyła się w Muzeum Sztuki w Łodzi.   
Od roku 2011 wykładowczyni na Wydziale Nowych Mediów ASP, na Wydziale Reżyserii Dźwięku Uniwersytetu Muzycznego oraz w Polsko-Japońskiej Wyższej Szkole Technik Komputerowych w Warszawie. Wykładała również w Rhode Island School of Design (Providence), Pratt Institute (Nowy Jork), New School for Social Research (Nowy Jork), Uniwersytecie Columbia (Nowy Jork), Royal College of Art (Londyn), Bard College i Annansdale-on-Hudson.   
Pracuje i mieszka w Warszawie.  
Jest córką slawisty, pisarza i badacza folkloru słowiańskiego Jerzego Ślizińskiego.  

## Publikacje
- Andrzej Turowski, Milada Ślizińska, Teresa Żarnowerówna (1897–1949). Artystka końca utopii [katalog wystawy monograficznej], Muzeum Sztuki w Łodzi, Łódź 2014 ISBN 978-83-63820-20-6.
- Leon Tarasewicz. Malarstwo. Galeria Foksal 1984–2018, red. Milada Ślizińska, Galeria Foksal, Mazowiecki Instytut Kultury, Warszawa, 2018, ISBN 978-83-63427-95-5
- Milada Ślizińska (red.), Kara Walker Far Frum Grace, Miss Pipi's Blue Tale, Six Miles from Springfield on the Franklin Road, ...calling to me from the angry surface of some grey and threatening sea, 8 Possible Beginings or The Creation od Afircan-America, a Moving Picture by Kara E. Walker, Testimony: Narrative of a Negress Burdened by Good Intentions [katalog wystawy], Fundacja f.o.r.t.e. i Centrum Sztuki Współczesnej Zamek Ujazdowski, Warszawa 2011, ISBN 978-83-61156-38-3
- Milada Ślizińska (red.), Gerhard Richter, Atlas, Centrum Sztuki Współczesnej Zamek Ujazdowski, Warszawa 2005, ISBN 83-88277-88-X
- Milada Ślizińska (red.), autorzy: Brigit Kempker, Pipilotti Rist, Jestem swoją własną obcą świnią (I am my own foreign pig), Centrum Sztuki Współczesnej Zamek Ujazdowski, Warszawa 2004, ISBN 83-88277-13-8